# Bernardino Re
(Mons. Bernardino Re, in alcuni versi del 25 ottobre 1942)
Bernardino Salvatore Re (Favara, 23 ottobre 1883 – Lipari, 15 gennaio 1963) è stato un vescovo cattolico e poeta italiano.

## Biografia
Il suo nome di battesimo era Salvatore. Il padre era muratore e fabbro, titolare di un'impresa edile che costruì nel suo paese il bevaio della Giarritella tra il 1885 e il 1886. Dopo essere stato ordinato sacerdote, divenne provinciale dei Cappuccini della Sicilia e in seguito vescovo a Monreale il 20 maggio 1928. Assegnato alla diocesi di Lipari, subentrò al vescovo Paino che aveva iniziato a dividere l'unica parrocchia in sedici. Svolse per 35 anni l'apostolato, rinunziando al trasferimento in altre diocesi più importanti.
Di grande intelligenza, d'impegno poderoso e magnifico predicatore, pose in essere innumerevoli e prestigiose realizzazioni. A lui spettò completare l'organo della cattedrale della sua diocesi, il più grande d'Italia ed il quarto dell'Europa con i suoi 177 tasti. Colto e gentile, fu ammirato per il modo di porgere il messaggio evangelico. Chiamato alle armi, obbedì per amore di patria, seppur contrario alla guerra. Morì ottantenne il 15 gennaio 1963 e venne sepolto nella cattedrale San Bartolomeo di Lipari.

## Genealogia episcopale
La genealogia episcopale è:
- Cardinale Scipione Rebiba
- Cardinale Giulio Antonio Santori
- Cardinale Girolamo Bernerio, O.P.
- Arcivescovo Galeazzo Sanvitale
- Cardinale Ludovico Ludovisi
- Cardinale Luigi Caetani
- Cardinale Ulderico Carpegna
- Cardinale Paluzzo Paluzzi Altieri degli Albertoni
- Papa Benedetto XIII
- Papa Benedetto XIV
- Papa Clemente XIII
- Cardinale Marcantonio Colonna
- Cardinale Giacinto Sigismondo Gerdil, B.
- Cardinale Giulio Maria della Somaglia
- Cardinale Carlo Odescalchi, S.I.
- Cardinale Costantino Patrizi Naro
- Cardinale Lucido Maria Parocchi
- Papa Pio X
- Cardinale Gaetano De Lai
- Arcivescovo Ernesto Eugenio Filippi
- Vescovo Bernardino Re, O.F.M.Cap.